# Zeeslag bij Kopenhagen
De Zeeslag bij Kopenhagen (Deens: Slaget på Reden) was een zeeslag op 2 april 1801 nabij Kopenhagen tussen de Deens-Noorse vloot en de Britse vloot. De Britse viceadmiraal Horatio Nelson speelde hierbij een belangrijke rol. De zeeslag wordt afgebeeld als een van Nelsons vier grote successen op de bronzen reliëfs die zijn bevestigd aan Nelson's Column in Londen.

## Aanloop
In 1800, tijdens de Tweede Coalitieoorlog tegen revolutionair Frankrijk, vormde tsaar Paul I van Rusland een tweede Verbond van Gewapende Neutraliteit met Pruisen, Denemarken en Zweden, met als voornaamste doel de handel met Frankrijk te beschermen en aanvallen op de handelsvloot door Britse marineschepen te verhinderen. De Britten zagen dit als een verkapte oorlogsverklaring en verzamelden een grote vloot bij Great Yarmouth. Het plan was om de Denen en Zweden aan te vallen voordat de Oostzee zou ontdooien en de Russen zich bij hun bondgenoten konden voegen. De Pruisen hadden geen marine van betekenis.
De Britse admiraal Hyde Parker kreeg instructies om met de Britse vloot voor de Deense hoofdstad Kopenhagen te verschijnen en de Denen zonder slag of stoot te dwingen om uit het Verbond van Gewapende Neutraliteit te treden. Toen de Britten bij Kopenhagen aankwamen, weigerden de Denen echter om te onderhandelen. Parker besloot hierop om een blokkade van de Oostzee te beginnen, maar viceadmiraal Nelson overtuigde hem ervan om niet te wachten totdat de Oostzee zou ontdooien en de Russen in actie konden komen, maar de Denen direct aan te vallen.

## Verloop
In de ochtend van 2 april leidde Nelson de hoofdaanval met het grootste deel van de Britse vloot. De Deense kustbatterijen begonnen rond 10 uur 's ochtends met vuren, en rond 11 uur was de zeeslag in volle hevigheid begonnen. Parker, die met de rest van de vloot ten noorden van Kopenhagen lag, gaf rond half 2 's middags het signaal aan Nelson om de gevechten te staken en zijn vloot terug te trekken. Nelson ontving het signaal maar gaf bevel om het te negeren, waarbij hij tegen zijn kapitein, Thomas Foley, gezegd zou hebben: 
"Weet je, Foley, ik heb maar één oog, ik heb het recht om soms blind te zijn."
Hierop hield hij zijn telescoop tegen zijn blinde oog en zei: 
"Ik heb het signaal echt niet gezien!"
De Engelse uitdrukking To turn a blind eye refereert aan deze gebeurtenis.
Inmiddels had de Deense vloot zo'n zware schade opgelopen dat de zeeslag in het voordeel van de Britten begon te draaien. Rond 2 uur 's middags vielen de meeste Deense schepen stil en begonnen zich over te geven. Sommige Deense schepen die zich hadden overgegeven bleven in de chaos op de Britten vuren, waarop Nelson een bericht naar de Deense kroonprins Frederik stuurde waarin hij een wapenstilstand aanbood mits de Denen zouden stoppen met vuren. Rond 4 uur 's middags werd een wapenstilstand getekend. Een half uur later ontplofte het Deense vlaggenschip Dannebrog, waardoor 250 Denen omkwamen.
De volgende dag kwam Nelson aan land in Kopenhagen om te onderhandelen met Prins Frederik en op 9 april werd een wapenstilstand van 14 weken getekend. In deze periode zou het Verbond van Gewapende Neutraliteit niet geldig zijn en zou de Britse vloot vrije toegang tot de haven van Kopenhagen hebben.

## Nasleep
Kort na de zeeslag, op 23 maart, werd tsaar Paul I van Rusland vermoord. Dit betekende het einde van het Verbond van Gewapende Neutraliteit. Een definitief vredesverdrag tussen de Britten en Denen volgde op 23 oktober. In 1807 zou het opnieuw tot oorlog tussen de twee landen komen, waarbij een tweede Slag bij Kopenhagen werd uitgevochten.
Als dank voor zijn overwinning in de Zeeslag bij Kopenhagen en de Slag op de Nijl kreeg Nelson de titel Viscount Nelson of the Nile. Hij zou in 1805 omkomen in de Zeeslag bij Trafalgar en zou de geschiedenis ingaan als een van de grootse zeehelden van Groot-Brittannië.

## Wetenswaardigheden
- Een van de Britse kapiteins die deelnam aan de zeeslag was William Bligh, beroemd geworden als kapitein van de Bounty, het schip waar in 1789 de muiterij op de Bounty uitbrak.
- Het Huis Oranje-Nassau, dat uit Nederland was verdreven, had in een Deens pakhuis archieven en kostbaarheden opgeslagen. Alles ging bij het Britse bombardement verloren.[2]

|  |  |

Eerste Stockach · Cassano · Eerste Zürich · Montebello · Trebbia · Novi · Bergen · Tweede Zürich · Castricum · Genua · Tweede Stockach · Marengo · Höchstädt · Hohenlinden · Kopenhagen · Algeciras · Alexandrië